# 米尔沃 (默兹省)
米尔沃（法語：Murvaux，法語發音：[myʁvo]）是法国默兹省的一个市镇，属于凡尔登区。

## 地理
米尔沃（49°23'31"N, 5°14'45"E）面积14.21 平方千米，位于法国大東部大區默兹省，该省份为法国西北部内陆省份，北与比利时接壤，西接马恩省和阿登省，南至上马恩省和孚日省，东临默尔特-摩泽尔省。
与米尔沃接壤的市镇（或旧市镇、城区）包括：布朗德维尔、方丹圣克莱尔、利翁德旺丹、卢瓦松河畔卢皮、布拉东河畔米利、穆宰。

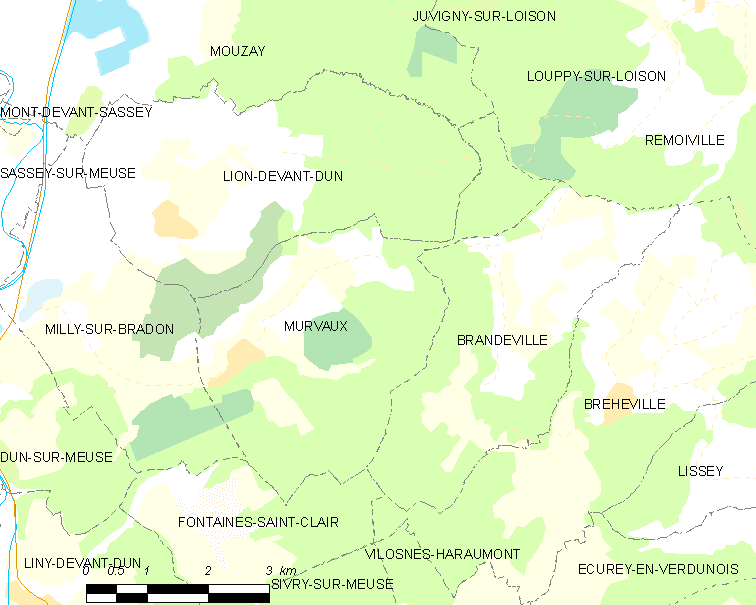
的OSM定位图

米尔沃的时区为UTC+01:00、UTC+02:00（夏令时）。

## 行政
米尔沃的邮政编码为55110，INSEE市镇编码为55365。

## 政治
米尔沃所属的省级选区为斯特奈县。

## 人口

1962-2008年间人口变化图示

米尔沃于2022年1月1日时的人口数量为138人。